# 五色の霧
『五色の霧』（ごしょくのきり）は、黒史郎が原案としてウェブ小説として発表していたファンタジー物語小説のタイトル。小説に登場する五聖獣の力を宿した五人の冒険者の総称（パーティー名）でもある。

## 概要
五色の霧は元々は黒史郎、伊達正和、ちゃんしま、千之有二の四名で行われた。
TRPG『D&D』のリプレイ物である。